# Church-Nunatakker
Die Church-Nunatakker sind eine Reihe kleiner Nunatakker im ostantarktischen Enderbyland. Sie ragen 1,5 km nordöstlich des Mount Smethurst und 45 km südwestlich des Stor Hånakken auf.
Luftaufnahmen, die 1957 im Rahmen der Australian National Antarctic Research Expeditions entstanden waren, dienten ihrer Kartierung. Das Antarctic Names Committee of Australia benannte sie nach Stanley W. Church, Funker auf der Wilkes-Station im Jahr 1961.